# Invoerquota
Een invoerquota of invoercontingent is de maximale hoeveelheid die van een product gedurende een bepaalde periode mag worden ingevoerd. Het vaststellen van invoerquota's (ook wel contingentering genoemd) is in het algemeen onderdeel van protectionistische maatregelen. Vooral tijdens de Grote Depressie in de jaren '30 werd dit middel veel toegepast.